# Katharina Cohen
Vivica Katharina Keller, känd som Katharina Cohen, född den 26 juni 1975 i Amsterdam, är en svensk skådespelare.
Cohen utexaminerades från Teaterhögskolan i Stockholm 2002.

## Filmografi
- 1996 – Lögn
- 1997 – Glappet
- 1999 – Jakten på en mördare (TV-serie)
- 2002 – Suxxess
- 2002 – Rederiet (TV-serie)
- 2003 – Järnvägshotellet (TV-serie)
- 2004 – Kvarteret Skatan (TV-serie)
- 2005–2010 – Jonson och Pipen (TV-serie)
- 2006 – Göta kanal 2 – kanalkampen
- 2010 – Tusen gånger starkare
- 2010 – Fröken Märkvärdig & karriären
- 2011 – Gengångare
- 2012 – Gustafsson 3 tr (TV-serie)
- 2012 – Isdraken
- 2012 – Arne Dahl: Upp till toppen av berget
- 2013 – Lutningen
- 2017 – Modus (TV-serie)

## Teater

### Roller (ej komplett)
| År   | Roll                    | Produktion                                                                            | Regi                 | Teater                 |
| ---- | ----------------------- | ------------------------------------------------------------------------------------- | -------------------- | ---------------------- |
| 2004 | Masja                   | Sex, droger och våld Mattias Andersson                                                | Mattias Andersson    | Stockholms stadsteater |
| 2010 | Förste Astroloben Doris | Aniara Harry Martinson                                                                | Lars Rudolfsson      | Stockholms stadsteater |
| 2011 | Jenny                   | Paraplyerna i Cherbourg (Les Parapluies de Cherbourg) Jacques Demy och Michel Legrand | Alexander Mørk-Eidem | Stockholms stadsteater |
| 2012 | Beryl                   | Kort möte (Brief Encounter) Noël Coward                                               | Colin Nutley         | Stockholms stadsteater |
| 2013 | Natalia                 | Tre systrar (Три сeстры, Tri sestry) Anton Tjechov                                    | Dennis Sandin        | Uppsala stadsteater    |
| 2015 | Brevbäraren             | Paraplyerna i Cherbourg (Les Parapluies de Cherbourg) Jacques Demy och Michel Legrand | Alexander Mørk-Eidem | Stockholms stadsteater |

### Fotnoter
1. ↑  ”Katarina Cohen”. Svensk Filmdatabas. http://www.sfi.se/sv/svensk-filmdatabas/Item/?type=PERSON&itemid=218414&ref=%2ftemplates%2fSwedishFilmSearchResult.aspx%3fid%3d1225%26epslanguage%3dsv%26searchword%3dKatarina+Cohen%26type%3dPerson%26match%3dBegin%26page%3d1%26prom%3dFalse. Läst 20 februari 2013.
2. ↑  ”Avgångsklassen 2002”. Stockholms dramatiska högskola. Arkiverad från originalet. https://web.archive.org/web/20140102195827/http://www.stdh.se/vara-studenter/skadespeleri/tidigare-studenter/studenter-2000-2009/avgangsklassen-2002. Läst 18 augusti 2013.
3. ↑  Leif Zern (15 september 2013). ”Djärvt och vackert. Visst är Tjechovs tre systrar värda att älska”. Dagens Nyheter. https://www.dn.se/arkiv/kultur/djarvt-och-vackert-visst-ar-tjechovs-tre-systrar-varda-att-alska/. Läst 6 mars 2022.